# Ernst Kratzmann

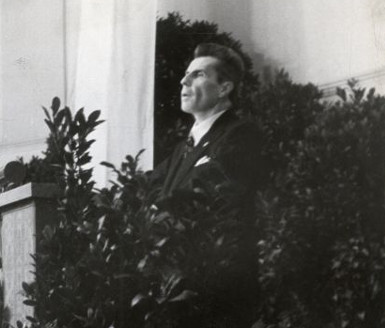
Ernst Kratzmann bei einer Ansprache im Rahmen der „Führerschulungswoche“ der Wiener Hitler-Jugend, 1943

Ernst Kratzmann (* 8. Dezember 1889 in Budapest, Königreich Ungarn, Österreich-Ungarn; † 13. Juli 1950 in Wien, Österreich) war ein österreichischer Schriftsteller.

## Leben
Ernst Kratzmann war der Sohn des Glasmalers Eduard Kratzmann und Enkel des Malers Gustav Kratzmann. Ernst Kratzmann kam früh mit seinem Vater nach Wien. Er studierte Naturwissenschaften mit Schwerpunkt Botanik an der Universität Wien, war tätig am dortigen Institut für Pharmakognosie und promovierte 1914 zum Doktor der Philosophie. Nachdem er als Soldat am Ersten Weltkrieg teilgenommen hatte, wirkte er als Mittelschullehrer. Seit Anfang der Zwanzigerjahre veröffentlichte er literarische Werke; daneben beschäftigte er sich Themen aus dem Gebiet der Psychologie und war Mitverfasser eines Werkes zur Suchtpsychologie.
Ernst Kratzmann war Verfasser von Romanen und Erzählungen, von denen der 1927 erschienene Roman „Das Lächeln des Magisters Anselmus“ bis zum Jahre 1941 eine Gesamtauflage von über 50.000 Exemplaren erreichte. Kratzmann galt als Sympathisant des nationalsozialistischen Regimes, er trat zum 27. März 1933 der NSDAP bei (Mitgliedsnummer 1.529.442) und stellte im selben Jahr einen Antrag auf Aufnahme in den Reichsverband deutscher Schriftsteller, in dem er den nationalsozialistischen Schriftsteller Mirko Jelusich als Bürgen angab. Nach eigenen Angaben verfasste Kratzmann ab 1933 auch Artikel für den Völkischen Beobachter. Sein politisches Engagement soll ihm im Austrofaschismus deutliche Nachteile eingebracht haben: sein Roman „Faust - ein Buch von deutschem Geiste“ soll 1936 polizeilich beschlagnahmt worden sein, seine Lehrertätigkeit hätte gelitten und er wäre bis zum „Anschluss“ 1938 in eine „rein jüdische Anstalt“ strafversetzt worden.
Nach dem Ende des Zweiten Weltkriegs galt Kratzmann als „Minderbelasteter“. 1948 stand sein Roman „Die neue Erde“ in der Sowjetzone auf der „Liste der auszusondernden Literatur“, während im gleichen Jahr die kurzlebige österreichische „Zentralkommission zur Bekämpfung der NS-Literatur“ entschied, sein Buch „Faust“ sowie die während des Dritten Reiches erschienenen Titel „Die neue Erde“ und „Götter“ auf eine sogenannte „Ablieferungsliste“ zu setzen, andere Bücher Kratzmanns wurden freigegeben. Seit 1955 ist im Wiener Stadtteil Essling mit der „Kratzmanngasse“ eine Straße nach ihm benannt.

## Werke
- Über den Bau und die vermutliche Funktion der „Zwischenwanddrüsen“ von Rhododendron hirsutum, intermedium und ferrugineum, Wien 1910
- Der mikrochemische Nachweis und die Verbreitung des Aluminiums im Pflanzenreich, Wien 1913 (Digitalisat).
- Eine Zwillingsblüte bei Gymnadenia conope (L.) R. Br., Wien 1913
- Sonnenblätter und Schattenblätter bei Asarum europaeum L., Wien 1914
- Zur Anatomie und Mikrochemie der Acajonuß (Anacardium accidentale L.), Wien 1914
- Sterbende Könige, Leipzig [u. a.] 1920
- Die Automaten, Wien [u. a.] 1922. Neuausgabe Hofenberg, Berlin 2022, ISBN 978-3-7437-4359-5.
- Das Lächeln des Magisters Anselmus oder Das Leben des Hanns Meinrat Maurenbrecher aus Dinkelsbühl, Wien
  - 1 (1927)
  - 2. Die einsame Kraft, 1928
- Faust, Wien [u. a.] 1932
- Die seelischen Grundlagen des Alkoholismus, Berlin 1932
- Meister und Schüler. Josef Müllner – 25 Jahre Lehrer an der Wiener Akademie. Wien 1935. In: Der getreue Eckart.
- Die Süchtigkeit, Berlin 1936 (zusammen mit Ernst Gabriel)
- Brangäne, Wien [u. a.] 1938
- Kampf unter Sternen, Wien [u. a.] 1938
- Regina Sebaldi, Wien 1939
- Die neue Erde, Berlin [u. a.] 1940
- Das Tal der Klänge, Wien 1941
- Die Götter, Wien 1942
- Das Märchen vom Glasbläser und dem Teufel, Wien 1944
- Der Garten der Heiligen Mutter, Krems a.d. Donau 1959